# تصلب الكلية الحميد
إن تصلُّب الكُلْيَة الحميد هو التغييرات الكُلْوية التي تحدث في حالة فرط ضغط الدم الحميد، والذي دائمًا ما يصاحبه تصلُّب شُرَينِيٌّ هياليني.

## التشكل
تظهر الكُلْيَتان بشكلٍ ضموري متناظر وتزن كلٌ منهما من 110 وحتى 130 جرامًا، ويبرز سطحهما حُبيبيًا وتشبه حبوبيته المنتشرة والدقيقة نسيجة القمح. ويتكون التغيير التشريحي الأساسي بشكلٍ مجهري من تثخين هياليني لجُدُر الشرايين والشُرينات الصغيرة (تصلُّب شُرَينِيٌّ هياليني)، ويظهر ذلك تحت المجهر كتثخين هياليني متجانس وقرنفليّ اللون على حساب لُمْعَات الوعاء بجانب فقدان تفصيل خلوي مُسْتَبْطِن، كما تقيد ضيقة اللُمْعَة جريان الدم مما يؤدي إلى حدوث إقفار، وبالتالي يصيب كل بني الكُلْيَة ضمور إقفاري. وربما تصبح اللِمَّاتُ الكُبَيبِيّة متصلبة بشكلٍ شامل في الحالات المتقدمة لتصلُّب الكُلْيَة الحميد، بالإضافة إلى وجود ضمور أنبوبيّ منتشر وتَلَيُّف خِلالِيّ. ويوجد في الغالب رشيحة لِمفاويَّة خِلالِيّة ضئيلة، وتُظهِر الأوعية الدموية الأكبر حجمًا (شرايين بين الفصوص والشرايين القوسية) ارتدافًا لدى الصفيحة المرنة الغائرة بجانب تثخين ليفي للأوساط (فرط تنسُّج ليفيٌّ مرن) وقُرب البِطانِيَّة.

## مسار سريري
نادرًا ما يسبب تصلُّب الكُلْيَة الحميد وحده ضررًا وخيمًا للكُلْيَة، عدا في المجموعات السكانية الحساسة، مثل الأمريكيين الأفارقة، حيث من المحتمل أن تؤدي لدى مثل هذه المجموعات إلى حدوث حالة بولينا ووفاة. ومع ذلك، يظهر عادةً لدى جميع الأشخاص المصابين بهذا المرض بعض الضعف الوظيفي كفقدان التركيز أو أن يصبح لديهم GFR متضائلة بشكلٍ متغير، كما يتكرر ظهور درجة خفيفة من البيلة البروتينية.